# Robert Lewis Plackett
Robert 'Robin' Lewis Plackett (ur. 1920, zm. 2009) – brytyjski statystyk, współtwórca schematu eksperymentalnego Placketta–Burmana. Był członkiem Królewskiego Towarzystwa Statystycznego i laureatem Medalu Guya (1987).